# 미라클 (영화)
《미라클》(영어: Miracle)은 미국에서 제작된 개빈 오코너 감독의 2004년 스포츠 영화이다. 커트 러셀, 퍼트리샤 클라크슨, 노아 에머릭 등이 출연하였고, 마크 차디 등이 제작에 참여하였다.

## 줄거리
미네소타 대학교 아이스하키팀 감독 허브 브룩스가 1980년 동계 올림픽 미국 아이스하키 국가대표팀 감독이 되어 지난 4번의 올림픽에서 연이어 금메달을 따내 무적으로 여겨지던 소련 아이스하키 국가대표팀을 꺾는 이변을 일으키고 결승전에 진출해 핀란드 아이스하키 국가대표팀을 이겨 금메달을 목에 걸기까지의 과정을 그린다.

## 출연
미국 아이스하키 국가대표팀 코치진
- 커트 러셀 - 허브 브룩스 역
- 노아 에머릭 - 크레이그 패트릭 역
- 숀 매캔 - 월터 부시 역
- 케네스 웰시 - 조지 "독" 나고바즈 역

미국 아이스하키 국가대표팀 선수진
- 에디 케이힐 - 짐 크레이그 역
- 마이클 맨테누토 - 잭 오캘러핸 역
- 케네스 미첼 - 랠프 콕스 역

그 외
- 퍼트리샤 클라크슨 - 패티 브룩스 역

## 기타 제작진
- 공동 제작: 그레그 오코너
- 협력 제작: 존 몬
- 총괄 제작: 로스 그린버그, 저스티스 그린
- 배역: 랜디 힐러, 세라 핀
- 미술: 존 윌릿
- 의상: 톰 브론슨